# Leylah Fernandez

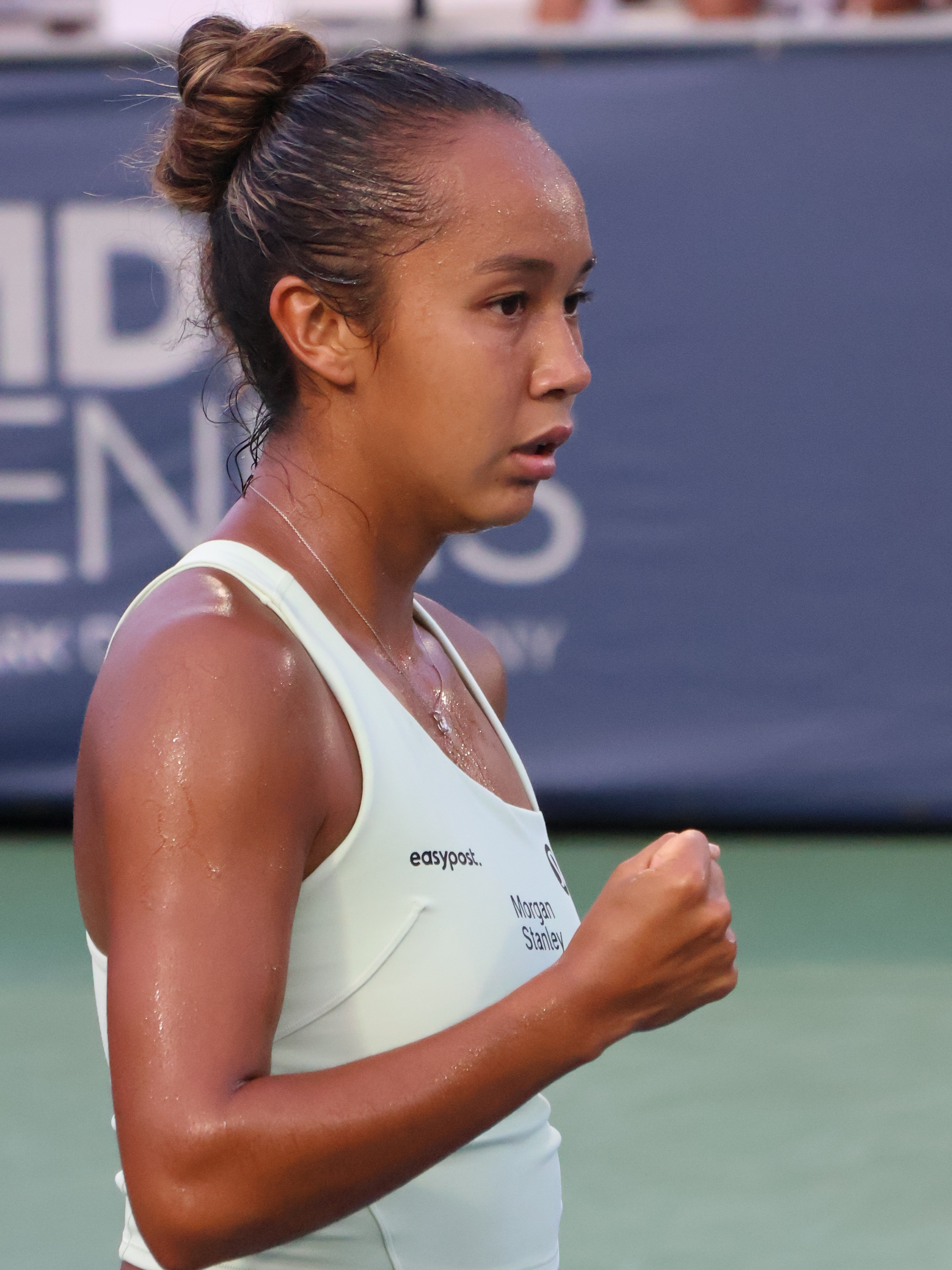
Washington D.C. 2023

Leylah Annie Fernandez (Montréal, 6 september 2002) is een tennisspeelster uit Canada. Zij begon op vijfjarige leeftijd met het spelen van tennis. Zij speelt linkshandig en heeft een tweehandige backhand. Zij is actief in het internationale tennis sinds 2017.

## Loopbaan
Fernandez komt uit voor Canada op de Fed Cup, waar zij sinds 2019 twintig partijen voor speelde – zij behaalde daar een winst/verlies-balans van 16–4.
In 2019 speelde Fernandez als verliezend finaliste op het meisjesenkelspel van het Australian Open 2019. Op Roland Garros 2019 stond zij weer in de meisjesfinale, die zij deze keer won.
In 2020 kwam Fernandez op het Australian Open voor het eerst in actie op een grandslamtoernooi, door zich te plaatsen via het kwalificatietoernooi. Een maand later bereikte zij als kwalificante de enkelspelfinale van het WTA-toernooi van Acapulco – zij verloor de eindstrijd van de Britse Heather Watson.
In 2021 won Fernandez haar eerste WTA-titel, op het WTA-toernooi van Monterrey – in de finale versloeg zij de Zwitserse Viktorija Golubic. Op het US Open versloeg zij drie geplaatste top vijf-speelsters en een voormalig kampioene, en kwam daarmee in de finale. Daar ontmoette zij de achttienjarige Emma Raducanu, die zich via het kwalificatietoernooi naar de eindstrijd had gespeeld. In deze tienerfinale verloor Fernandez met 4–6 en 3–6. Hiermee maakte zij haar entrée in de top 30 van de wereldranglijst.
In februari 2022 kwam Fernandez binnen in de top 20 van de wereldranglijst in het enkelspel.
In april 2023 maakte zij haar entrée op de mondiale top 50 van het dubbelspel. Twee maanden later bereikte zij op het dubbelspeltoernooi van Roland Garros haar eerste grandslamfinale, met de Amerikaanse Taylor Townsend aan haar zijde – zij verloren de eindstrijd van de Taiwanese Hsieh Su-wei en de Chinese Wang Xinyu. In augustus haakte zij nipt aan bij de mondiale top 20 in het dubbelspel. In oktober won zij haar derde WTA-enkelspeltitel in Hongkong waar zij in de finale zegevierde over de Tsjechische Kateřina Siniaková.
In 2025 won Fernandez haar vierde titel (de eerste van categorie WTA 500) op het toernooi van Washington – in de finale was zij te sterk voor Anna Kalinskaja.

## Persoonlijk
Fernandez wordt gecoacht door haar vader. Haar vader komt uit Ecuador, haar moeder heeft Filipijnse ouders – zelf is zij geboren in Montréal, Canada. Zij spreekt Frans, Spaans en Engels.

## Posities op deWTA-ranglijst
Positie per einde seizoen:
| jaar | rang enkelspel | rang dubbelspel |
| ---- | -------------- | --------------- |
| 2017 | 728            | –               |
| 2018 | 487            | 981             |
| 2019 | 209            | 296             |
| 2020 | 88             | 293             |
| 2021 | 24             | 74              |
| 2022 | 40             | 76              |
| 2023 | 35             | 20              |
| 2024 | 31             | 32              |

## Palmares
| Legenda                 |
| ----------------------- |
| Grandslamtoernooi       |
| Olympische Spelen       |
| Year-End Championships  |
| Premier Mandatory       |
| Premier Five / WTA 1000 |
| Premier / WTA 500       |
| International / WTA 250 |
| Challenger / WTA 125    |

### WTA-finaleplaatsen enkelspel
| nr.              | finale     | toernooi       | ondergrond | tegenstandster     | score         |         |
| ---------------- | ---------- | -------------- | ---------- | ------------------ | ------------- | ------- |
| gewonnen finales |            |                |            |                    |               |         |
| 1.               | 2021-03-21 | WTA Monterrey  | hardcourt  | Viktorija Golubic  | 6-1, 6-4      | details |
| 2.               | 2022-03-06 | WTA Monterrey  | hardcourt  | Camila Osorio      | 6-7, 6-4, 7-6 | details |
| 3.               | 2023-10-15 | WTA Hongkong   | hardcourt  | Kateřina Siniaková | 3-6, 6-4, 6-4 | details |
| 4.               | 2025-07-27 | WTA Washington | hardcourt  | Anna Kalinskaja    | 6-1, 6-2      | details |
| verloren finales |            |                |            |                    |               |         |
| 1.               | 2020-02-29 | WTA Acapulco   | hardcourt  | Heather Watson     | 4-6, 7-6, 1-6 | details |
| 2.               | 2021-09-11 | US Open        | hardcourt  | Emma Raducanu      | 4-6, 3-6      | details |
| 3.               | 2024-06-29 | WTA Eastbourne | gras       | Darja Kasatkina    | 3-6, 4-6      | details |

### WTA-finaleplaatsen vrouwendubbelspel
| nr.              | finale     | toernooi       | ondergrond | partner               | tegenstandsters                  | score            |         |
| ---------------- | ---------- | -------------- | ---------- | --------------------- | -------------------------------- | ---------------- | ------- |
| gewonnen finales |            |                |            |                       |                                  |                  |         |
| geen             |            |                |            |                       |                                  |                  |         |
| verloren finales |            |                |            |                       |                                  |                  |         |
| 1.               | 2023-01-08 | WTA Auckland   | hardcourt  | Bethanie Mattek-Sands | Miyu Kato Aldila Sutjiadi        | 6-1, 5-7, [4-10] | details |
| 2.               | 2023-04-02 | WTA Miami      | hardcourt  | Taylor Townsend       | Cori Gauff Jessica Pegula        | 6-7, 2-6         | details |
| 3.               | 2023-06-11 | Roland Garros  | gravel     | Taylor Townsend       | Hsieh Su-wei Wang Xinyu          | 6-1, 6-7, 1-6    | details |
| 4.               | 2024-08-18 | WTA Cincinnati | hardcourt  | Joelija Poetintseva   | Asia Muhammad Erin Routliffe     | 6-3, 1-6, [4-10] | details |
| 5.               | 2025-05-02 | WTA Vic        | gravel     | Lulu Sun              | Bianca Andreescu Aldila Sutjiadi | 2-6, 4-6         | details |

## Resultaten grandslamtoernooien
| Legenda | Legenda                          |
| ------- | -------------------------------- |
| g.t.    | geen toernooi gehouden           |
| l.c.    | lagere categorie                 |
| –       | niet deelgenomen                 |
| G       | uitgeschakeld in de groepsfase   |
| 1R      | uitgeschakeld in de eerste ronde |
| 2R      | uitgeschakeld in de tweede ronde |
| 3R      | uitgeschakeld in de derde ronde  |
| 4R      | uitgeschakeld in de vierde ronde |
| KF      | uitgeschakeld in de kwartfinale  |
| HF      | uitgeschakeld in de halve finale |
| F       | de finale verloren               |
| W       | het toernooi gewonnen            |
| w-v     | winst/verlies-balans             |

### Enkelspel
| toernooi        | 2020 | 2021 | 2022 | 2023 | 2024 | 2025 |
| --------------- | ---- | ---- | ---- | ---- | ---- | ---- |
| Australian Open | 1R   | 1R   | 1R   | 2R   | 2R   | 3R   |
| Roland Garros   | 3R   | 2R   | KF   | 2R   | 3R   | 1R   |
| Wimbledon       | g.t. | 1R   | –    | 2R   | 2R   | 2R   |
| US Open         | 2R   | F    | 2R   | 1R   | 1R   |      |

### Vrouwendubbelspel
| toernooi        | 2020 | 2021 | 2022 | 2023 | 2024 | 2025 |
| --------------- | ---- | ---- | ---- | ---- | ---- | ---- |
| Australian Open | –    | 3R   | 1R   | 1R   | –    | 3R   |
| Roland Garros   | 1R   | 3R   | 2R   | F    | 3R   | 2R   |
| Wimbledon       | g.t. | 1R   | –    | 2R   | 3R   | 1R   |
| US Open         | –    | 3R   | 2R   | KF   | 1R   |      |

### Gemengd dubbelspel
| toernooi        | 2022 | 2023 |
| --------------- | ---- | ---- |
| Australian Open | –    | –    |
| Roland Garros   | –    | –    |
| Wimbledon       | –    | 2R   |
| US Open         | KF   | –    |